# デュッセンバイエルン
デュッセンバイエルン（英語: Duesen Bayern）は、愛知県名古屋市西区に所在する日本の自動車メーカーの名称及び同社が展開する自動車ブランド。自らの自動車を作るのが夢であった長山哲也によって2001年に設立された。かつての名車を近代のモデルをベースにして再現している。2009年後半より、BMW Isetta 250、シボレー・コルベット (C1)、フェラーリ・288GTO、日産・スカイラインGT-R、トヨタ・2000GTのレプリカも組み立てている。これらの自動車は限定生産で欧州に輸出されている。しばしばダイムラー・ベンツの略称でもあるDTと略されることもある。日本には小規模なデュッセン・バイエルン車の販売網が存在した。

## 車種一覧

### デュッセン バイエルン マイスター
- 英語: Duesen Bayern Mystar

マイスターは2002年2月に投入されたデュッセン・バイエルンのファーストモデル。外観はメルセデス・ベンツ・190SLをモデルにしており、ベース車両はBMW・Z3を採用している。一見するとマイスターはオリジナルと見分けがつかない。しかし車体容積に差があるため、EU法の下ではコピーとは見なされない。マイスターの車体はファイバーグラスでできている。ボンネットは完全に開くことができる。メカニカルコンポーネンツもBMW Z3を踏襲しているので、Z3に搭載される直4、直6エンジンが選択可能であり、右ハンドル仕様、左ハンドル仕様のいずれにも対応している。

### デュッセン バイエルン リッツ
- 英語: Duesen Bayern Ritz

日産・マーチをベース車としており、1957年登場のフィアット・500をモデルとしている。リッツは2002年9月に発売が開始された。販売価格は日本市場で約150万円、ヨーロッパ市場では約1万5,500ユーロ/1万3,000ポンド。

### デュッセン バイエルン アグネス
- 英語: Duesen Bayern Agnes

アグネスはマイスターのスポーツカータイプである。2007年5月に新モデルが投入された。内装及びエンジンはマイスターと同じである。

## モデルの概観
| 車種             | マイスター                                                                          | アグネス                                                                            | リッツ                                                             |
| エンジン         | BMW 直4 1.9L M43B19 直6 2.0L M50B20 直6 2.2L M54B22 直6 2.8L M52B28 直6 3.0L M54B30 | BMW 直4 1.9L M43B19 直6 2.0L M50B20 直6 2.2L M54B22 直6 2.8L M52B28 直6 3.0L M54B30 | 日産 直4 1.2L CR12DE 直4 1.4L CR14DE                               |
| ステアリング位置 | 右・左                                                                              | 右・左                                                                              | 右                                                                 |
| 排出ガス基準     | Euro III                                                                            | Euro III                                                                            | Euro III                                                           |
| 馬力 (ps)        | 140–231                                                                             | 140–231                                                                             | 90–98                                                              |
| 変速機           | 4速AT/5速AT、5速MT                                                                  | 4速AT/5速AT、5速MT                                                                  | AT、MT (日産・マーチ#3代目 K12型系（2002年 - 2010年）を参照のこと) |
| シート           | 2                                                                                   | 2                                                                                   | 5                                                                  |
| 車長 (mm)        | 4370                                                                                | 4250                                                                                | 3925                                                               |
| 車幅 (mm)        | 1780                                                                                | 1780                                                                                | 1660                                                               |
| 車高 (mm)        | 1280                                                                                | 1280                                                                                | 1525                                                               |

## 脚註
1. ↑  “Duesen Bayern Mystar – Der Stern von Nagoya”.   autobild.de (2004年1月12日). 2010年7月23日閲覧。